# جاكلين باسكال
جاكلين باسكال (بالفرنسية: Jacqueline Pascal)‏ (4 أكتوبر 1625 - 4 أكتوبر 1661) كانت شقيقة العالم الفرنسي بليز باسكال، ولدت في كليرمون فيران، أوفرن، فرنسا.

## روابط خارجية
- جاكلين باسكال على موقع ميوزك برينز (الإنجليزية)